# Нокс (округ, Кентукки)
Нокс (англ. Knox County) — округ в штате Кентукки, США. Официально образован в 1800 году. По состоянию на 2010 год, численность населения составляла 31 883 человека.

## География
По данным Бюро переписи США, общая площадь округа равняется 1004,170 км2, из которых 1004,040 км2 суша и 0,104 км2 или 0,010 % это водоёмы.

## Население
По данным переписи населения 2000 года в округе проживает 31 795 жителей в составе 12 416 домашних хозяйств и 8 939 семей. Плотность населения составляет 32,00 человек на км2. На территории округа насчитывается 13 999 жилых строений, при плотности застройки около 14,00-ти строений на км2. Расовый состав населения: белые — 97,84 %, афроамериканцы — 0,82 %, коренные американцы (индейцы) — 0,25 %, азиаты — 0,17 %, гавайцы — 0,02 %, представители других рас — 0,08 %, представители двух или более рас — 0,82 %. Испаноязычные составляли 0,57 % населения независимо от расы.
В составе 34,40 % из общего числа домашних хозяйств проживают дети в возрасте до 18 лет, 54,30 % домашних хозяйств представляют собой супружеские пары проживающие вместе, 13,60 % домашних хозяйств представляют собой одиноких женщин без супруга, 28,00 % домашних хозяйств не имеют отношения к семьям, 25,70 % домашних хозяйств состоят из одного человека, 10,60 % домашних хозяйств состоят из престарелых (65 лет и старше), проживающих в одиночестве. Средний размер домашнего хозяйства составляет 2,51 человека, и средний размер семьи 3,01 человека.
Возрастной состав округа: 26,20 % моложе 18 лет, 9,70 % от 18 до 24, 28,10 % от 25 до 44, 23,20 % от 45 до 64 и 23,20 % от 65 и старше. Средний возраст жителя округа 35 лет. На каждые 100 женщин приходится 92,90 мужчин. На каждые 100 женщин старше 18 лет приходится 88,70 мужчин.
Средний доход на домохозяйство в округе составлял 18 294 USD, на семью — 23 136 USD. Среднестатистический заработок мужчины был 24 833 USD против 18 390 USD для женщины. Доход на душу населения составлял 10 660 USD. Около 29,60 % семей и 34,80 % общего населения находились ниже черты бедности, в том числе — 42,40 % молодежи (тех, кому ещё не исполнилось 18 лет) и 28,90 % тех, кому было уже больше 65 лет.